# Filip Videnov
Filip Aleksandrov Videnov (Sofía, Bulgaria, 12 de junio de 1980) es un exjugador de baloncesto búlgaro. Jugaba de alero.

## Trayectoria
Videnov se formó en las categorías inferiores del F. C. Dunav Ruse de Bulgaria. En 1998 jugó en el equipo de la CA High School de Washington. Se graduó en la Western Kentucky University de los Estados Unidos, con cuyo equipo, los Western Kentucky Hilltoppers, disputó la NCAA entre 1999 y 2003.
Tras finalizar su periodo universitario regresó a Europa, fichando en 2003 por el BC Levski Sofia de Bulgaria y posteriormente por el KK Split de Croacia. Al año siguiente, en 2004 llegó al Stade Lorrain Université Club Nancy de la Liga Nacional de Baloncesto de Francia, donde se proclamó campeón de la Semana de los Ases y logró el subcampeonato de liga. Tras un año en Francia pasó a jugar un año en el Tekelspor de Estambul (Turquía); esa temporada jugó el All-Star de 2006 de la Liga de Baloncesto de Turquía.
En mayo de 2006 fue contratado por el Real Madrid Club de Fútbol de la ACB de España. Su debut se produjo el 19 de mayo en un partido Winterthur FC Barcelona 79 - Real Madrid 67 disputado en el Palau Blaugrana. La temporada 2006-2007 jugó en el Caja San Fernando. En 2007 regresó a su país para jugar una temporada en el Dunav Ruse, pero en enero de 2008 fichó por el Solsonica Rieti, y la temporada siguiente regresó a la ACB al fichar por el Club Baloncesto Granada.

## Selección nacional
Ha sido internacional con la Selección de baloncesto de Bulgaria, tanto a nivel absoluto como en niveles inferiores. Disputó el Campeonato Europeo de Baloncesto Masculino de 2005 celebrado en Serbia y Montenegro, en el que su selección no pasó la primera fase.

## Clubes
- F. C. Dunav Ruse  Bulgaria: categorías inferiores
- CA High School: 1998-1999
- Western Kentucky Hilltoppers  Estados Unidos (NCAA): 1999-2003
- BC Levski Sofia  Bulgaria (NBL): 2003
- KK Split  Croacia (A1 Liga/Liga del Adriático): 2003-2004
- SLUC Nancy  Francia (LNB): 2004-2005
- Tekelspor  Turquía (TBL): 2005-2006
- Real Madrid Club de Fútbol  España (ACB): 2006
- Caja San Fernando  España (ACB): 2006-2007
- F. C. Dunav Ruse  Bulgaria: 2007-2008
- Solsonica Rieti  Italia (LEGA): 2008
- Club Baloncesto Granada  España (ACB): 2008-2009
- Estrella Roja Belgrado  Serbia (KLS): 2009-2010
- KK FMP  Serbia (KLS): 2010
- Asseco Prokom Gdynia  Polonia (Polska Liga Koszykówki): 2010-2011
- Olin Edirne  Turquía (TBL): 2011-2012
- BC Nizhni Nóvgorod  Rusia (Superliga de baloncesto de Rusia): 2012-2013
- Olin Edirne  Turquía (TBL): 2013
- PBC Lukoil Academic  Bulgaria: 2013-2014
- Krasnye Krylya Samara  Rusia (Superliga de baloncesto de Rusia): 2014-2015
- Azad University Tehran BC   Irán: (2015)
- PBC Lukoil Academic  Bulgaria: (2015-2017)
- Shahrdari Arak   Irán: (2017)
- Petrochimi Bandar Imam  Irán: (2017-2018)
- BC Beroe  Bulgaria: (2018)